# Serra tábua para motosserra

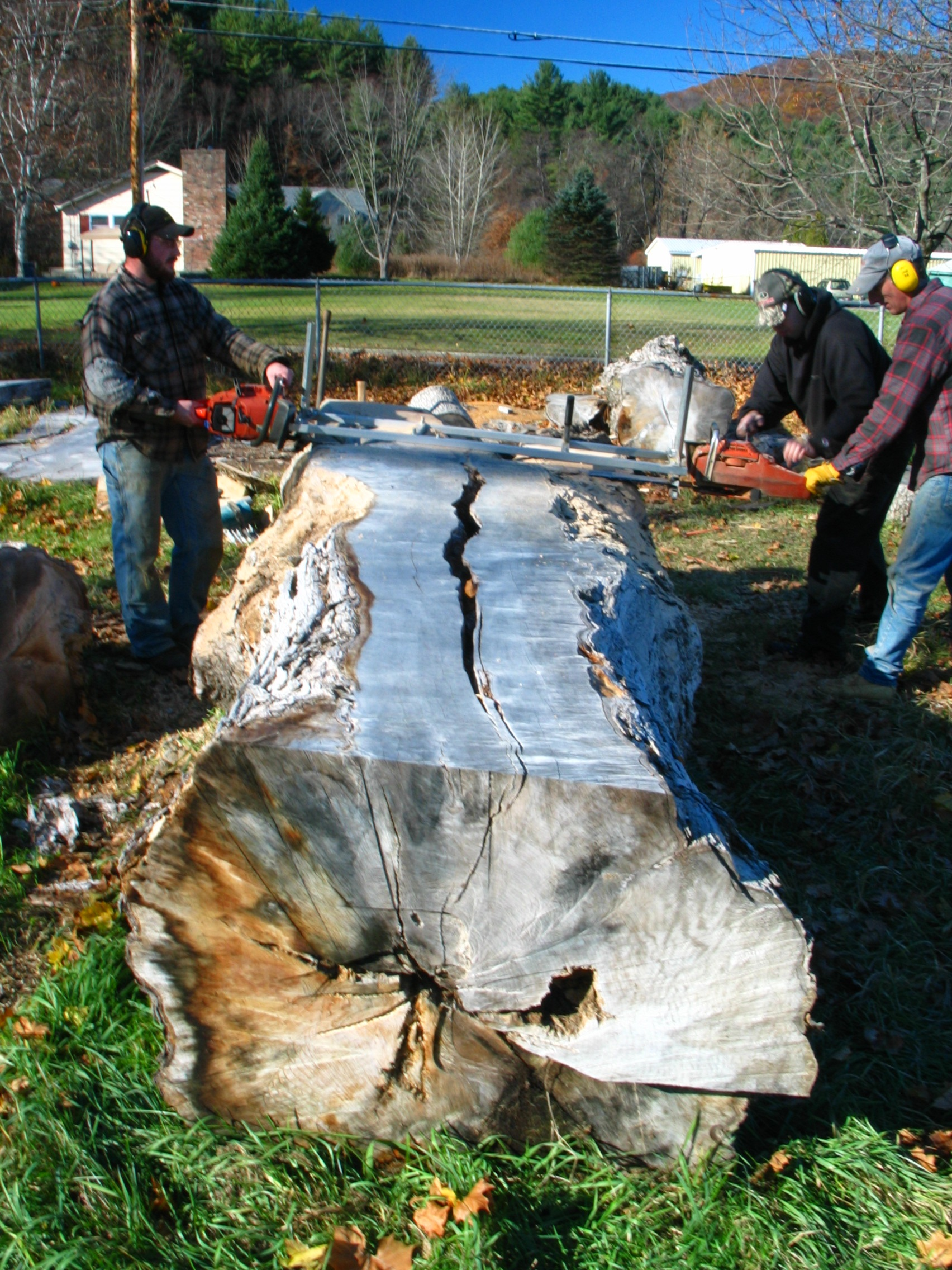
Chainsaw mill.

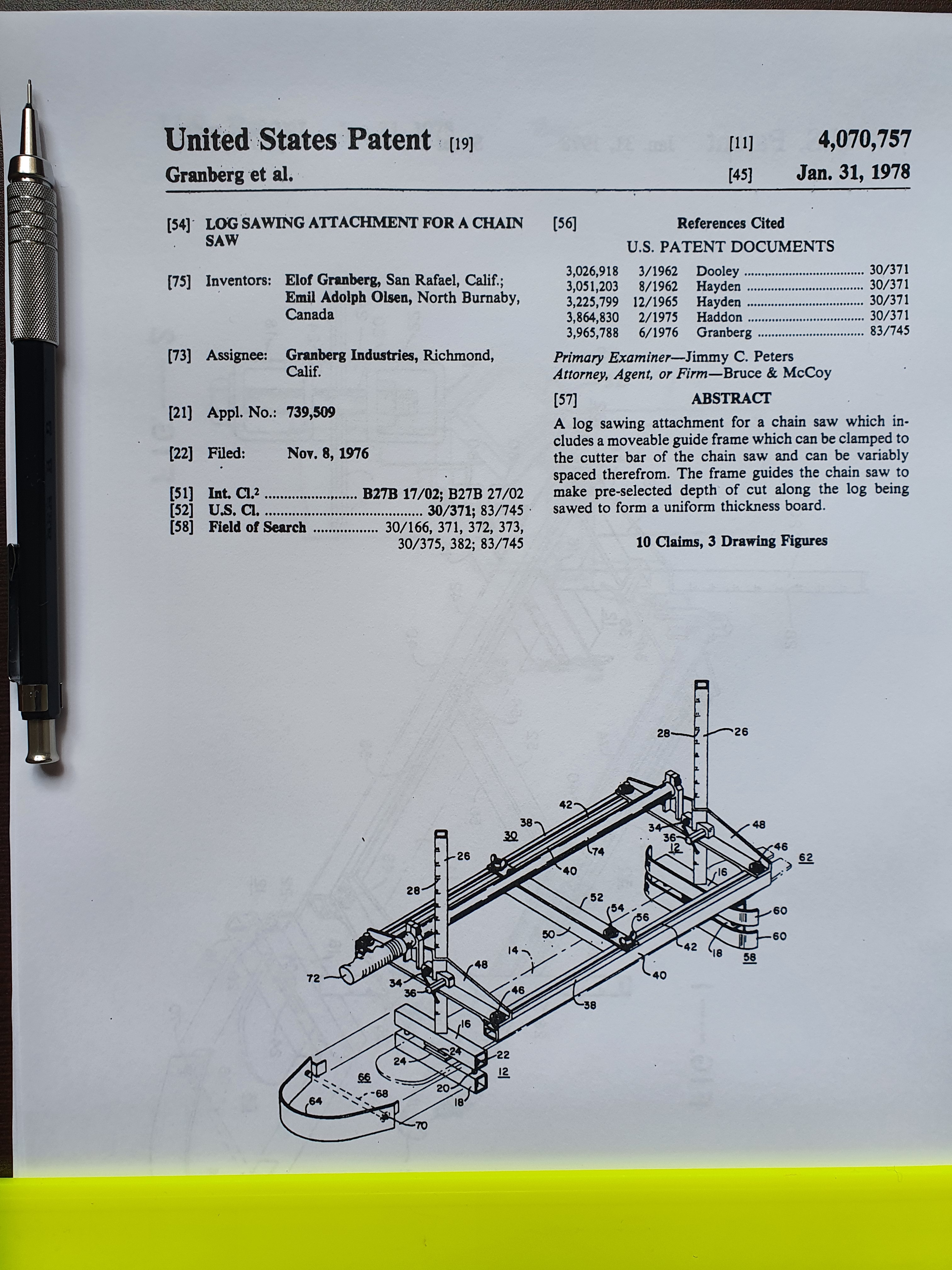
Patent 4,070,757

O Serra Tábua é um equipamento desenvolvido nos Estados Unidos para a extração de tábuas de madeira de forma itinerante, a partir de seu acoplamento ao motor da motosserra. Esse implemento de aplicação basicamente florestal é de grande importância para a remoção de madeira em zonas de difícil acesso, pois possibilita a divisão das toras de madeira em tiras, ou tábuas. Essa máquina foi um invento devidamente patenteado e, desde os anos de 1960, vem sendo comercializado.
Como referido, trata-se de um acessório/implemento utilizado para a extração de tábuas que utiliza o motor da motosserra, no lugar de outras fontes de corte, como as serras circulares elétricas. Existem diversos nomes para designar esse equipamento, que pode ser encontrado no mercado como Serra Tábua, Serralheria de Motosserra, Tira Tábua, Moinho Portátil, Guia para Motosserra, Moto Lenhador Portátil, entre outros.
A criação desse equipamento representou um grande avanço na exploração de madeira, mas, principalmente, na viabilidade de construção em ambientes remotos e em locais inacessíveis através automóveis ou de veículos de tração animal. Isso porquê, uma equipe de trabalhadores embrenhados na mata passou a poder utilizar o Serra Tábua para retirar filamentos de madeira e construir um abrigo ou um posto avançado em um local distante.
Nos dias atuais, o Serra Tábua é o acessório para motosserra mais vendido no planeta. Anualmente, o portal eletrônico SPRUCE, dos Estados Unidos, faz uma lista com os melhores Serras Tábuas lançados a cada ano. São avaliadas sete categorias com as seguintes características: 1) Melhor na soma geral (Best Overall); 2) Melhor Preço (Best Budget); 3) Melhor Serra Tábua para Sabre Médio, 36" (Best Medium); 4) Melhor Serra Tábua para Sabre Longo, >68" (Best Long); 5) Melhor Peso para Transporte (Best Lightweight); 6) Melhor para Iniciantes (Best for Beginners) e 7) Melhor para o Trabalho Pesado  (Best Heavy-duty).

## História

### Surgimento
Esse equipamento foi criado pelo inventor estadunidense Elof Granberg, na década de 1960. Veterano da Segunda Grande Guerra, Elof Granberg possuía grande criatividade e acabou desenvolvendo esse e outros acessórios para motosserra, a fim de facilitar o trabalho árduo vivenciado pelos trabalhadores no interior de regiões remotas dos Estados Unidos, como no Alasca. Em 1978, o Departamento de Patentes dos Estados Unidos reconheceu o ineditismo desse acessório e concedeu a exclusividade do direito de exploração do produto (US4070757A).

Serra Tábua, Popular Science, 1978.

O Serra Tábua, porém, ainda era pouco difundido no mundo no final da década de 1970. Foi somente com a publicação de Barry Lopez, na renomada Revista Popular Science, de junho de 1978, que o equipamento ficou mundialmente conhecido.
Mas, a publicação mais relevante para a divulgação do Serra Tábua foi o livro da editora The Taunton Press, "Chainsaw Lumbermaking", do autor Will Malloff, de 1982.
Elof Grandberg, o idealizador do produto, também fundou a empresa GRANBERG INTERNATIONAL, que, atualmente, é referência fabricação de diversos implementos para motosserra, e entre eles, está o serra tábua.

### Características
O Serra Tábua é um acessório criado para acoplamento em motosserra que tem a finalidade de possibilitar o corte de chapas retangulares de madeira. Em seu projeto original (que resta praticamente inalterado), o equipamento possui um par de barras de fixação para engatar nas extremidades opostas do sabre motosserra.
Cada um dos meios de fixação é formado por um par de barras de travamento que se estendem além das bordas da barra de corte e da corrente da serra, que são interconectadas de forma ajustável em suas extremidades opostas, fora do caminho da corrente. Esta disposição permite que as barras de bloqueio sejam puxadas em conjunto para prender a barra de corte do sabre entre as mesmas.
Existe um par de hastes e cada uma delas é presa a um dos meios de fixação. Ambas as hastes de suporte estão dispostas para se projetar perpendicularmente em relação ao sabre da motosserra.
Ademais, é comum a utilização de uma guia, que é montada de forma ajustável nos troncos e serve de suporte por meio de abraçadeiras. A estrutura de guia serve para orientar a motosserra para cortar a uma profundidade pré-selecionada na tora que está sendo serrada. A estrutura de guia inclui um par de membros de encaixe de superfície de fundo plano tendo suas superfícies de fundo, dispostas em um plano paralelo à barra de corte. Essas superfícies de fundo plano deslizam ao longo da superfície plana que está sendo usada para guiar a motosserra durante o corte da serra. Os membros de encaixe na superfície são interconectados por um par de espaçadores e dispostos em relação paralela, em lados opostos de um plano formado entre as barras de suporte. Os espaçadores são fixados de forma ajustável às barras de suporte para permitir um espaçamento variável da estrutura de guia em relação à barra de corte da motosserra.

Chainsaw Lumbermaking, 1982.

O movimento do operador é feito por meio de uma manopla à estrutura de guia de corte. Para que haja segurança nessa operação, existe um invólucro metálico que protege a extremidade do sabre da motosserra.

### No Brasil
Em pesquisa junto a revendedores de motosserras na região amazônica, foi constatado que o primeiro Moinho de Motosserra ou Serra Tábua existente no país foi importado dos Estados Unidos, na década de 1970. Tratava-se de um lote de mais de cem desses implementos que foram adquiridos por uma empresa estrangeira para a retirada de madeira em forma de tábuas de uma área recém adquira. Não se sabe qual seria o modelo ao certo, mas ele era proveniente da empresa GRANBERG e foi utilizado em motosserras da marca STIHL.
Desde os anos 70, esses equipamentos são fabricados em oficinas caseiras e em fábricas pelo país. Devido a essa ampla disseminação, dependendo da região, sua nomenclatura varia.

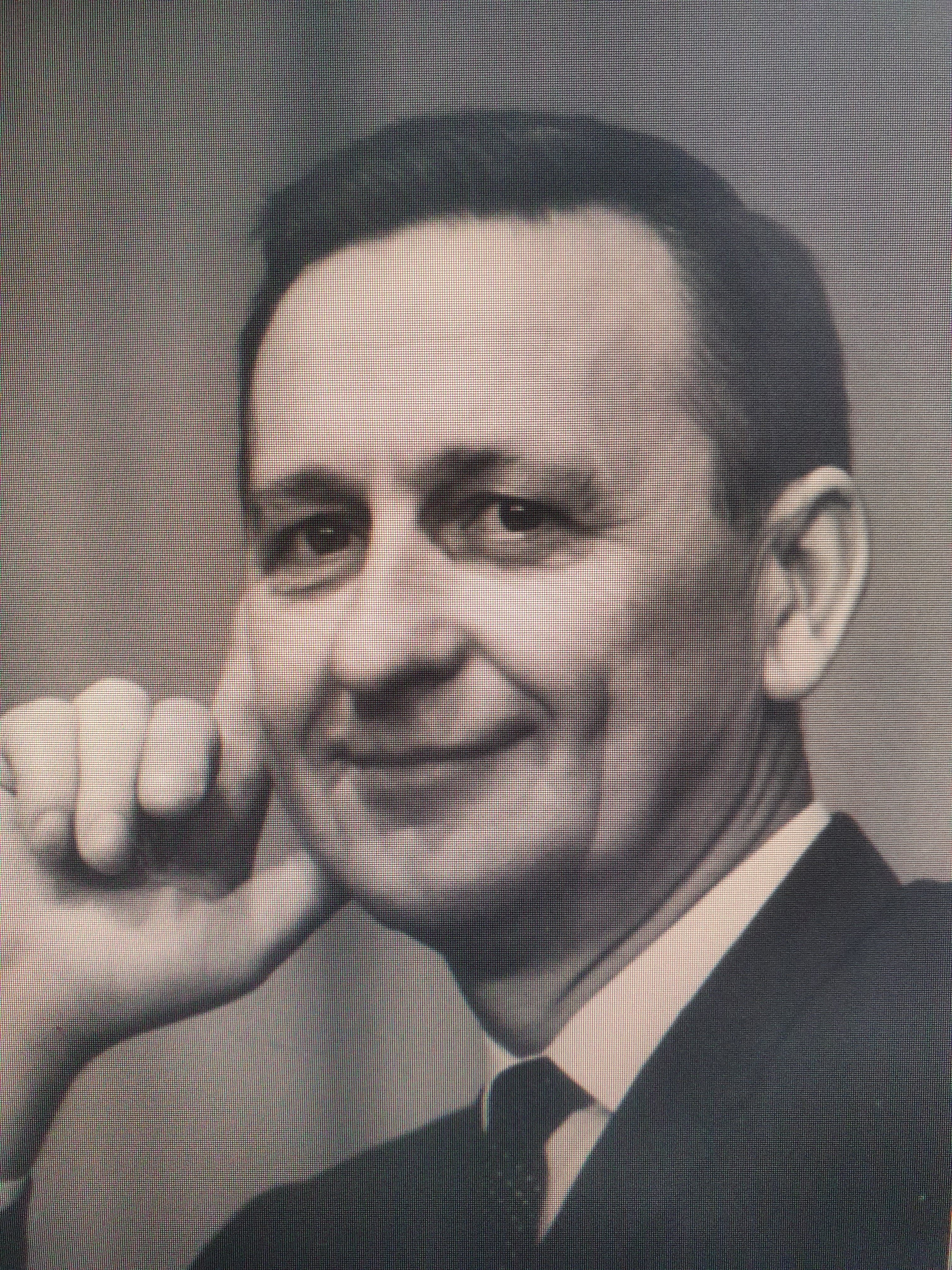
O inventor Elof Granberg. O criador do Serra Tábua, na década de 1960.

Algo que impressiona é o quão avançado era o projeto de Elof Granberg, pois, passadas seis décadas de criação desse produto, poucas são as mudanças existentes nos serra tábuas atuais. A alteração mais significativa fica a cargo dos materiais utilizados, que hoje são muito mais leves e resistentes do que os do passado.